# Freziera sessiliflora
Freziera sessiliflora är en tvåhjärtbladig växtart som beskrevs av Alwyn Howard Gentry. Freziera sessiliflora ingår i släktet Freziera och familjen Pentaphylacaceae. Inga underarter finns listade i Catalogue of Life.